# Ambia heptopalis
Ambia heptopalis là một loài bướm đêm trong họ Crambidae.